# سومیل (کارولینای شمالی)
سومیل (به انگلیسی: Sawmills) شهری در ایالت کارولینای شمالی کشور ایالات متحده آمریکا است که جمعیت آن در سرشماری سال ۲۰۱۰ میلادی، ۵٬۲۴۰ نفر بوده‌است.